# Josef Prinke

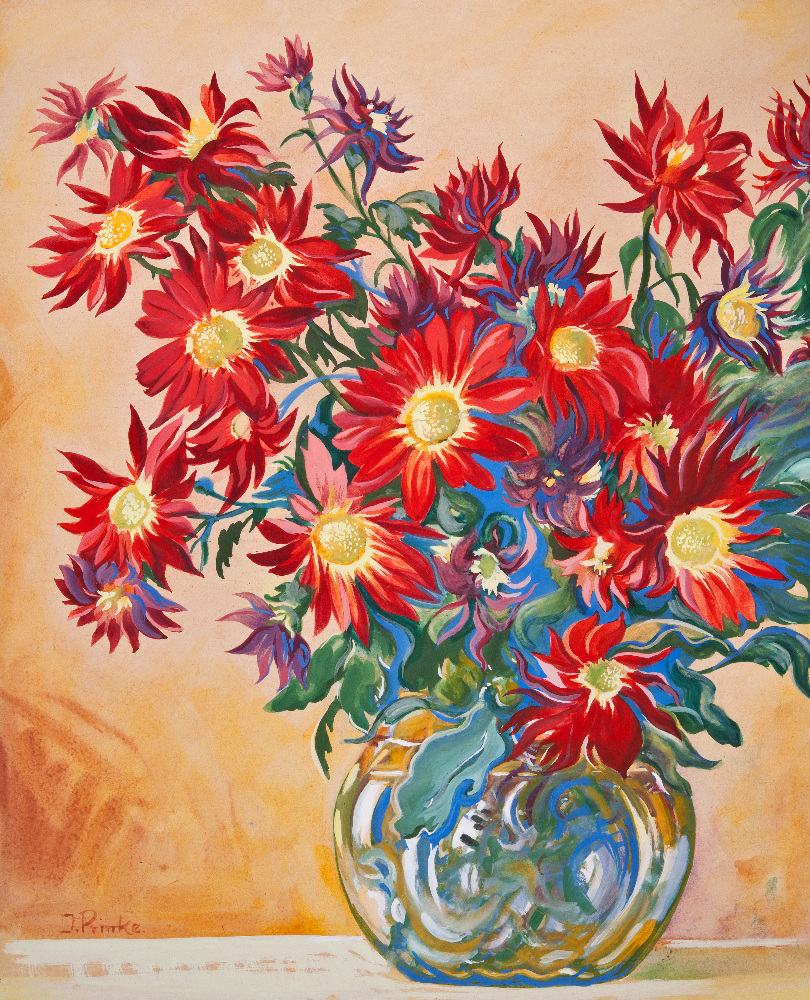
Blumen

Josef Prinke (* 3. Mai 1891 in  Brüx, Österreich-Ungarn; † 26. Juni 1945 in Prag) war ein deutsch-böhmischer Maler, Grafiker und Illustrator.
Josef Prinke wurde als eines der sechs Kinder eines Wildhüters geboren, der 1907 von einem Wilderer ermordet wurde. Aus materiellen Gründen konnte er sich eine Ausbildung im Gymnasium nicht leisten. Er wurde 1911 zum Militärdienst eingezogen und wurde im Ersten Weltkrieg im November 1914 an der serbischen Front schwer verwundet. Bis 1917 lag er im Prager Lazarett. Während der Rekonvaleszenz bekam er das Werk Rudolf Steiners „Wie erlangt man Erkenntnisse der höheren Welten“, das ihn tief beeindruckte. Er entschloss sich für das Studium der Malerei. Als Kriegsinvalide begann er 1918 das Studium an der Akademie der Bildenden Künste Prag bei August Brömse. Nach dem Studiumabschluss 1921 blieb er ein Anhänger der Anthroposophie Steiners. Er besuchte Steiner um 1923 in der Schweiz. Zurück in Prag eröffnete er eine Malschule. Er zeigte seine Werke 1920, 1922, 1925, 1928 und 1937 auf den Ausstellungen des Kunstvereins für Böhmen im Prager Rudolfinum.
Josef Prinke starb nach dem Zweiten Weltkrieg infolge des Aufenthaltes im Konzentrationslager. Seine Frau Agnes brachte bei der Übersiedlung einen Teil seiner Werke nach Deutschland. Die 244 übriggebliebene Werke befinden sich in den Sammlungen das Prager Literaturmuseums.